# Ted Neeley

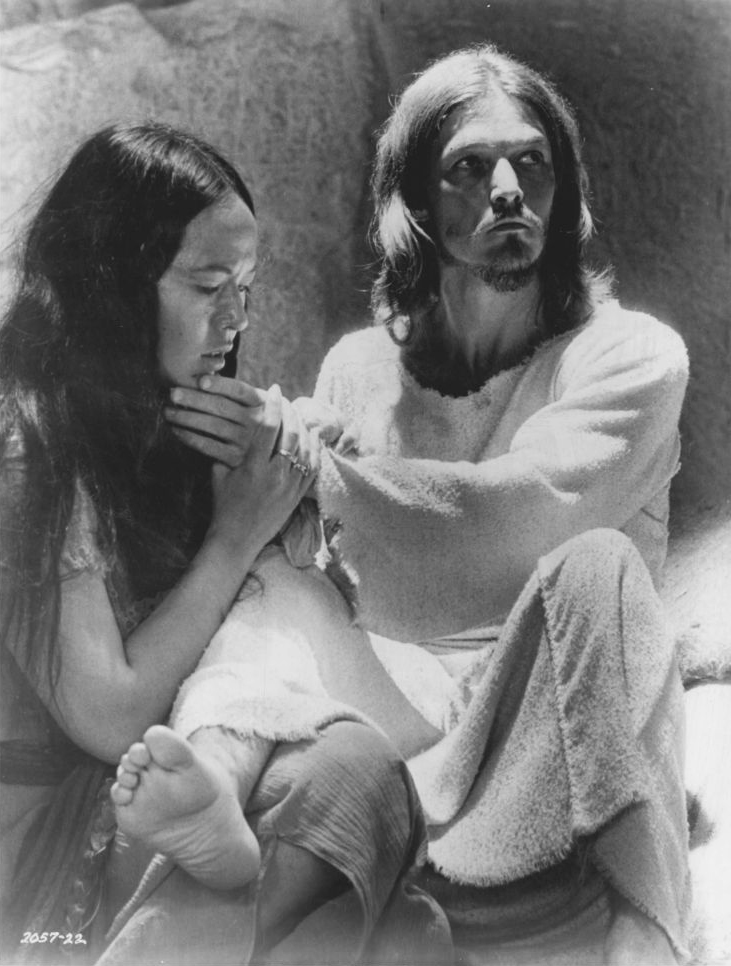
Ted Neeley als Jezus in de film Jesus Christ Superstar (1973)

Ted Neeley (Ranger, Texas, 20 september 1943) is een Amerikaans drummer, zanger, acteur en componist. In 1974 werd hij genomineerd voor Beste Filmacteur in Musical of Komedie met een Golden Globe Award.
Neeley staat bekend om zijn vocale bereik en zijn rol in Norman Jewisons film Jesus Christ Superstar uit 1973. In de Broadway-versie speelde hij de vervanger van Christus en op het toneel in Los Angeles speelde hij de titelrol van Jezus Christus.
In zowel de productie in New York alsook die in Los Angeles speelde Ted Neeley de rol van Claude in de musical "Hair" uit 1969.
In 1974 bracht hij het solo-album "1974 A.D." uit. In de jaren 70 en 80 vertolkte hij geregeld gastrollen in diverse televisieprogramma's en als gastacteur in televisiedrama's.
In de jaren 90 verwierf Neeley opnieuw succes en een nieuwe generatie fans, toen hij opnieuw de hoofdrol van Jezus Christus - als rondreizend gezelschap van Jesus Christ Superstar - vertolkte zoals hij dat twintig jaar eerder had gedaan. Deze moderne versie van de originele productie liet een tempelscene bij daglicht zien en een van binnenuit verlicht glazen kruis dat boven het toneel werd getild. Van 1992 tot 1997 was het rondreizende gezelschap tijdens de vijf jaar enorm succesvol.
Vanaf 2007 tot juni 2009 stond Ted Neeley opnieuw in een productie van Jesus Christ Superstar, welke enorm toegejuicht werd.
Afgebeeld als zijn nationale "afscheids"-tournee voor zijn rol als Jezus Christus, werd deze nieuwe productie ontmanteld met steigers en toneelbeperkingen tot een paar stootborden. Aanvankelijk werd Carl Anderson, vriend van Neeley en medeacteur uit de film, voor de rol van Judas benaderd, maar wegens ziekte kon dat niet doorgaan - hij overleed in 2004. Corey Glover, bekend als zanger van de rockband Living Colour, speelde uiteindelijk de rol van Judas.

## Theater/Film/Televisie/Albums
- Teddy Neeley, Capitol Records in 1966
- Werd achter de schermen betaald voor 'Teddy Neeley Five', Murder Investigation
- Claude, Hair, LA/NY in 1969
- Verslaggever/Melaatse/Vervanger Jezus, Jesus Christ Superstar, NY in 1971
- Jezus, Jesus Christ Superstar LA in 1972
- Jezus, Jesus Christ Superstar, Universal Pictures in 1973
- Jezus, Jesus Christ Superstar, MCA Records, Inc. in 1973
- Tommy Tommy, nationale concerttour LA in 1973
- Billy Shears, Sgt. Pepper's Lonely Hearts Club Band on the Road, NY in 1974
- 1974 A.D., RCA Records in 1974
- "You Put Something Better Inside Of Me"/"Rainbow", single, RCA Records in 1974
- Componist, The Big Blue Marble, televisie in 1974
- "Paradise"/"Don't Let It Mess Your Mind", single, United Artists Records in 1975
- 1975 A.D., RCA Victor Records, enkel Spaanse uitgave in 1975
- Speciaal optreden, Nigel Olsson, de Rocket Record Company in 1975
- Vocale bewerking, Tina Turner - Acid Queen, Razor & Tie Records in 1975
- Gast met Disco Tex en de Sex-O-Lettes, American Bandstand, 21 mei 1975
- Gast met Ray Charles, A Touch of Gold, variété, NBC
- Zang, Bo Diddley - The 20th Anniversary of Rock 'N' Roll, RCA Victor Records in 1976
- Achtergrondkoor, Keith Carradine - I'm Easy, Elektra/Asylum/Nonesuch Records in 1976
- Jezus, Jesus Christ Superstar, CA in 1976
- Amos Richmond, The Shadow of Chikara, AVCO Embassy Pictures in 1977
- Jack Muldoon, Man from Atlantis, "Giant" episode, 25 oktober 1977
- Gastheer, Rolling Stone 10th Anniversary Special in 1977
- Jack Muldoon, Man from Atlantis, "Scavenger Hunt" episode, 18 april 1978
- Ulysses, Ulysses - The Greek Suite, 20th Century Fox Records in 1978
- Teddy, A Perfect Couple in 1979
- "Teddy"/"Keepin 'Em Off the Streets", A Perfect Couple soundtrack, mede-schrijver "Hurricane," in 1979
- Lionel Rigger, Starsky and Hutch, "Targets Without a Badge: Part 1" (A.K.A.: "The Snitch"), 6 maart 1979
- Lionel Rigger, Starsky and Hutch, "Targets Without a Badge: Part 2", 11 maart 1979
- Lionel Rigger, Starsky and Hutch, "Targets Without a Badge: Part 3", 16 maart 1979
- Curley, Of Mice and Men, Metromedia Productions in 1981
- Wesley, Hard Country in 1981
- Zang, Meat Loaf - The Very Best of Meat Loaf, Epic Records in 1981
- Zang, Meat Loaf -- Dead Ringer, Epic/Sony Records in 1981
- Meat Loaf -- Midnight at the Lost and Found, mede-schrijver "If You Really Want To," Epic/Sony Records in 1983
- Componist/zanger van de titelsong Highway to Heaven van 1984 tot 1989
- Keith Tracy, Tucker's Witch, "Rock Is A Hard Place" episode, 14 april 1983
- Componist/zanger, Blame it on the Night in 1984
- Larry Bloom, Riptide, "Wipe Out" episode, 1 oktober 1985
- Cowboy Jack Street, Mark Taper Forum Lab, LA
- Componist, Summer Camp Nightmare in 1987
- Componist, Caught in 1987
- Jezus, Jesus Christ Superstar nationale tour van 1992 tot 1997
- "Gethsemane" zanger, The X-Files, episode 24, vierde seizoen, 18 mei 1997
- Jezus, Jesus Christ Superstar, heruitgave vanwege het 25-jarig bestaan, MCA Records, Inc. in 1998
- Jezus, Jesus Christ Superstar concert in het Rubicon Theatre Company in 1998
- Rasputin, Rasputin showcase, Wilmington Opera House, 18 december in 1999
- Rasputin, Selecties uit 'Rasputin' - Special Limited Edition, promo CD in 1999
- Rasputin, Ted Neeley en Michael Rapp Musical Sampler, MP3.Com D.A.M. CD () in 2000
- Rasputin, Rasputin - Miracles Lie in the Eye of the Beholder, uitstalling, Wilmington Grand Opera House, 18 december 1999
- Willie Moore, Murder in the First, Rubicon Theatre Company in 2000
- Lucky, Waiting for Godot, Rubicon Theatre Co. BeckettFest in 2004
- Jezus, Jesus Christ Superstar, YouTheatre - America! Benefit, 13 augustus 2006, Ricardo Montalban Theatre, Hollywood, CA
- Jezus, Jesus Christ Superstar, (nationaal) Afscheidstournee in Nederland en België, september 2006 tot in 2008, 2015 tot 2018.